# Luca Raicu
Luca Raicu (n. 1874 – d. 1948) a fost un deputat în Marea Adunare Națională de la Alba Iulia, organismul legislativ reprezentativ al „tuturor românilor din Transilvania, Banat și Țara Ungurească”, cel care a adoptat hotărârea privind Unirea Transilvaniei cu România, la 1 decembrie 1918.:p. 77

## Activitate politică
A fost un agricultor, consilier principal la Camera de Agricultură Arad din Arad și delegat la Marea Adunare Națională de la Alba Iulia din 18 noiembrie/ 1 decembrie 1918 în calitate de reprezentant al Cercului Arad și al PNR.